# Aylar Lie
Aylar Lie, Aylar właściwie Aylar Dianati Lie (pers. ‏آیلار لی‎, ur. 12 lutego 1984 w Teheranie) – norweska piosenkarka, aktorka pornograficzna oraz modelka pochodzenia irańskiego.

## Życiorys
Aylar urodziła się w Teheranie, stolicy Iranu. W wieku dwóch lat wyjechała razem ze swoją rodziną do Norwegii. Wychowywana była w domu dziecka i przez rodziców zastępczych. Aylar przez wiele lat zażywała kokainę i ecstasy i nagrała 8 filmów pornograficznych. W końcu znalazła się w Cider Cyner Mental Hospital w Beverly Hills, w Los Angeles. Po odwyku wróciła do Norwegii, do swoich rodziców zastępczych, którzy pomagali jej w pokonywaniu nałogu. W 2008 ze względu na swoją przeszłość dostała zakaz wjazdu do Iranu.
Aylar Lie w 2004 roku brała udział w konkursie Miss Norwegii. Została jednak zdyskwalifikowana za swoją przeszłość pornograficzną.
W 2005 roku wzięła udział w norweskim wydaniu Big Brothera, które opuściła po czterech dniach.
Jesienią 2005 roku stworzyła swoją grupę modelek reklamującą bieliznę, którą nazwała „Team Aylar”.
W roku 2006 został wydany jej singel „Boys, Boys, Boys”, który jest coverem utworu o tym samym tytule Sabriny Salerno.
Latem 2007 roku razem z irańskim piosenkarzem Youssefem wykonała singel i teledysk do piosenki „Mamacita”. Piosenka stała się hitem w arabskich i perskich programach. W 2007, 2008, 2009 i 2012 zagrała w teledyskach do singli Basshuntera: „Now You’re Gone”, „All I Ever Wanted”, „Angel in the Night”, „I Miss You”, „Every Morning”, „I Promised Myself” oraz „Northern Light”, z których pierwsza znalazła się m.in. na pierwszym miejscu listy Singles Top 100 w Wielkiej Brytanii w 2008 roku.
4 lata po dyskwalifikacji z Miss Norwegii wystąpiła w finale tego konkursu jako piosenkarka. W maju 2008 roku wydała swoją autobiografię pt. Aylar.
Romansowała z Petterem Northugiem.

## Dyskografia

### Single
| Rok  | Tytuł            |
| ---- | ---------------- |
| 2006 | „Boys Boys Boys” |
| 2007 | „Mamasita”       |

#### Z gościnnym udziałem
| Rok  | Tytuł                               |
| ---- | ----------------------------------- |
| 2007 | „Mamacita” (Youssef)                |
| 2010 | „Dasa Bala” (Arash & Timbuktu, YAG) |
| 2010 | „Some People” (Ocean Drive)         |

### Pozostałe utwory
| Rok  | Tytuł          |
| ---- | -------------- |
| 2007 | „Hold Me Down” |
| 2007 | „Supergirl”    |

### Teledyski

#### Z gościnnym udziałem
| Rok  | Tytuł                | Artysta                     | Reżyser         |
| ---- | -------------------- | --------------------------- | --------------- |
| 2004 | „Stank Ass Ho 2”     | Jaa9 & OnklP & Rune Rudberg |                 |
| 2006 | „Sassy Zazie”        | We                          |                 |
| 2006 | „First Time”         | Sunblock feat. Robin Beck   |                 |
| 2007 | „Mamacita”           | Youssef                     |                 |
| 2007 | „Now You’re Gone”    | Basshunter                  | Alex Herron     |
| 2008 | „All I Ever Wanted”  | Basshunter                  | Alex Herron     |
| 2008 | „Angel in the Night” | Basshunter                  | Alex Herron     |
| 2008 | „I Miss You”         | Basshunter                  | Alex Herron     |
| 2009 | „Every Morning”      | Basshunter                  | Alex Herron     |
| 2009 | „I Promised Myself”  | Basshunter                  | Alex Herron     |
| 2009 | „Jingle Bells”       | Basshunter                  | Alex Herron     |
| 2010 | „Dasa Bala”          | Arash feat. Timbuktu & YAG  | Fred            |
| 2010 | „Some People”        | Ocean Drive                 | Tom King        |
| 2012 | „Northern Light”     | Basshunter                  | Alex Herron     |
| 2012 | „She Makes Me Go”    | Arash feat. Sean Paul       | Fredrik Boklund |

## Filmografia

### Jako aktorka
| Rok  | Tytuł                                          | Rola                              |
| ---- | ---------------------------------------------- | --------------------------------- |
| 2002 | Throat Gaggers 3                               | Diana                             |
| 2002 | Pink Pussycats                                 | Diana                             |
| 2002 | Breakin’ Em in 3                               | Diana                             |
| 2002 | Brand New!                                     | Diana                             |
| 2002 | 18 and Nasty Interracial 2                     | Diana                             |
| 2002 | Just Over 18 5                                 | Diana                             |
| 2002 | Little White Chicks Big Black Monster Dicks 17 | Victim (niewymieniona w napisach) |
| 2003 | Cum Dumpsters 3                                | Diana                             |
| 2010 | Yohan – Barnevandreren                         | Raya                              |

## Książki
| Rok  | Tytuł |
| ---- | ----- |
| 2008 | Aylar |